# 何琇
何琇，直隸顺天府宛平縣人，清朝政治人物。同进士出身。
雍正十一年（1733年），登进士，授宗人府主事。